# Julio Eduardo da Silva Araújo
Julio Eduardo da Silva Araújo (Rio de Janeiro, 27 de dezembro de 1881 – Rio de Janeiro, 13 de março de 1951) foi um farmacêutico brasileiro.
Graduado em farmácia pela Faculdade de Medicina do Rio de Janeiro em 1902. Foi eleito membro da Academia Nacional de Medicina em 1916, sucedendo Antonino Augusto Ferrari na Cadeira 97, que tem Augusto Cezar Diogo como patrono.